# Jibi

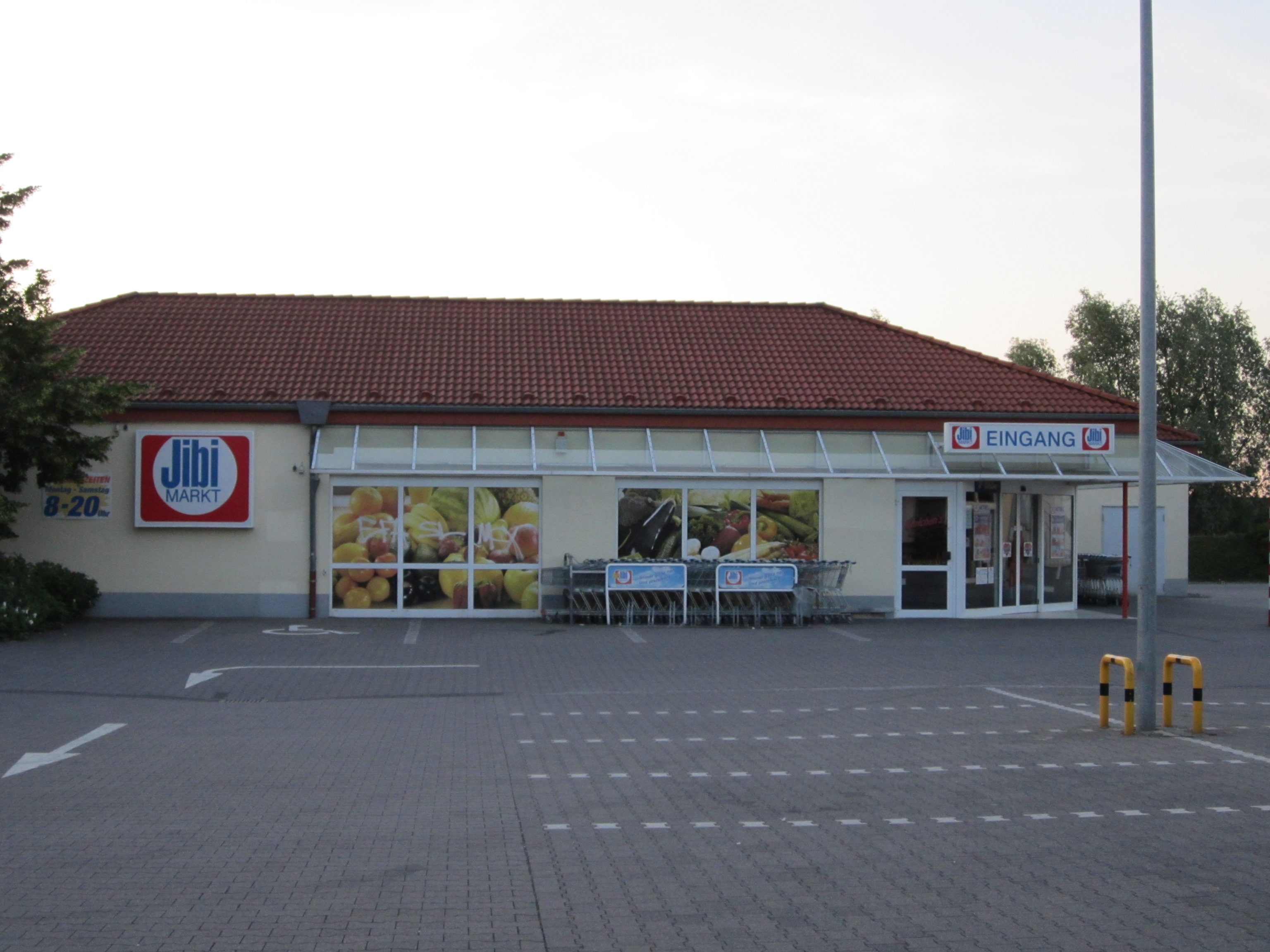
Eine Jibi-Filiale in Westerenger (Kreis Herford)

Die Jibi Handel GmbH & Co. war eine Supermarktkette mit etwa 100 Filialen im Umkreis von etwa 150 km rund um den Stammsitz Bielefeld. Zu den wichtigsten Wettbewerbern zählen Rewe, Edeka und Lebensmitteldiscounter wie Lidl oder Aldi.

## Geschichte
Das Unternehmen wurde im Jahr 1962 von der Familie Jittenmeier in Bielefeld gegründet. Der Unternehmensname (Firma) setzt sich als Akronym aus Familiennamen und Unternehmenssitz zusammen.
Der Unternehmensgründer und alleinige Kommanditist Wilhelm Jittenmeier übertrug mit Wirkung zum 1. Januar 2008 seinen Geschäftsanteil auf seine Kinder Lothar Jittenmeier, Claudia König, Petra Budde und Kathrin Jandrey Alleiniger Geschäftsführer seit 1. Januar 2008 war Thomas Budde.
Mit Wirkung zum 1. Januar 2015 wurde Jibi mit seinen 88 Standorten, der Verwaltung und 2.400 Mitarbeitern von der Bünting-Gruppe übernommen, nachdem das Bundeskartellamt zugestimmt hatte. Zuvor war Jibi Handelspartner von Bünting. Im Gegensatz zu Minipreis bleibt Jibi eigenständig.
Inzwischen wurde eine Umbenennung der Jibi-Märkte zu Combi-Einkaufsmärkten angekündigt und auch teilweise schon durchgeführt.
Bis Ende 2016 sollte eigentlich die Umbenennung der damals 86 Filialen und damit die Einstellung der Nutzung der Marke Jibi vollzogen sein. Ende April 2020 ist die Umflaggung aller ehemaligen Jibi-Märkte abgeschlossen.